# Juraj Neidhardt

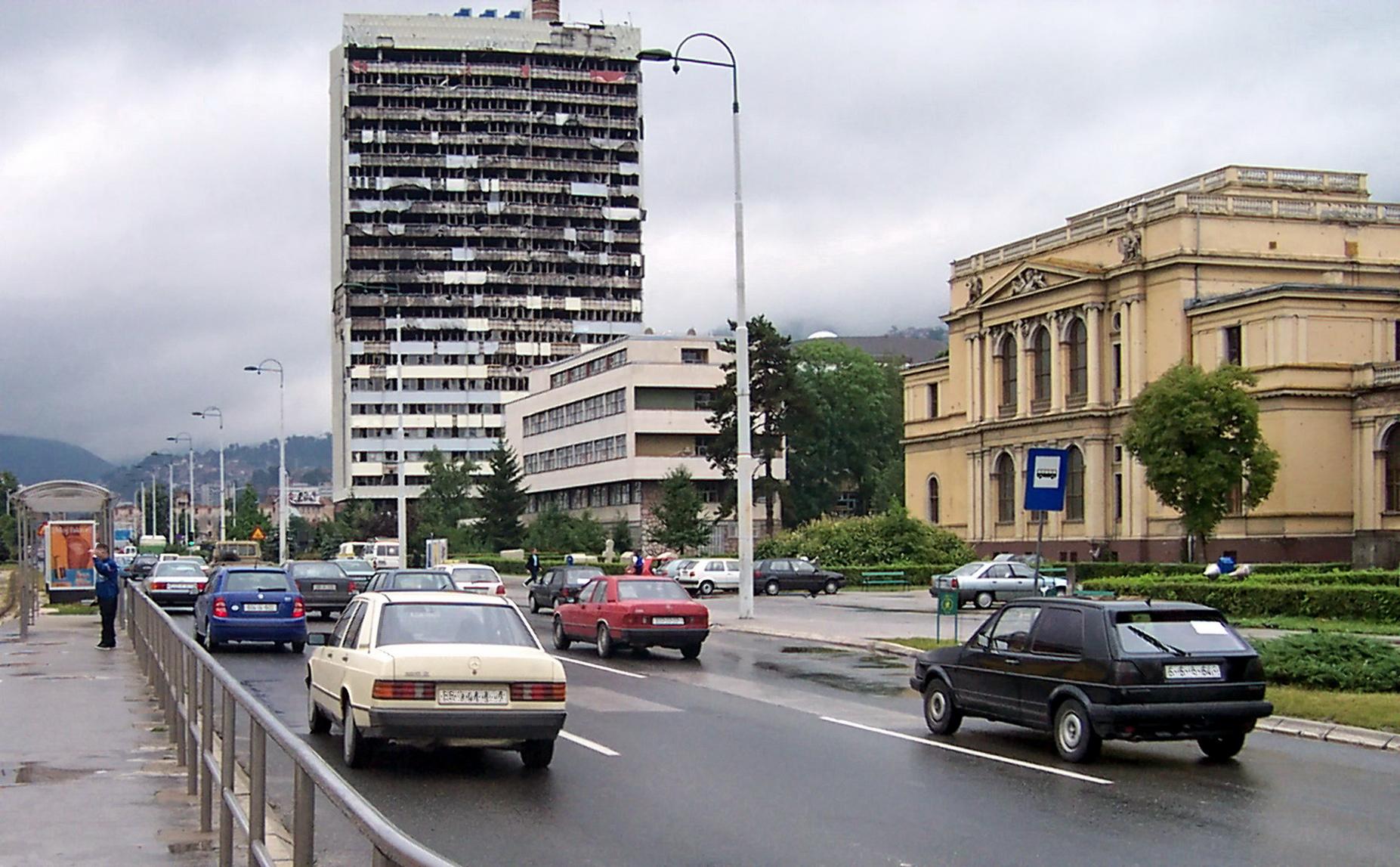
Parlamentsgebäude in Sarajevo, 1955–79 nach Plänen von Juraj Neidhardt erbaut (aufgenommen 2001, nachdem der Turm im Krieg ausgebrannt war)

Juraj Neidhardt (* 15. Oktober 1901 in Zagreb; † 13. Juli 1979 in Sarajevo) war ein jugoslawischer Architekt.

## Leben
Er studierte bis 1924 bei Peter Behrens an der Akademie der bildenden Künste Wien Architektur, arbeitete dann in Zagreb und 1930 bis 1932 in Behrens’ Berliner Atelier. 1933 bis 1935 war er in Paris Mitarbeiter von Le Corbusier. Ab 1938 lebte er in Sarajevo, wo er 1953 Professor an der Fakultät für Architektur und Städtebau der Universität wurde.
Er war seit 1963 Mitglied der Jugoslawischen Akademie der Wissenschaften und Künste und seit 1978 Mitglied der Akademie der Wissenschaften und Künste Bosnien-Herzegowinas.

## Bauwerke
Zu den bekannten Bauwerken, die Juraj Neidhardt entworfen hat, gehören die Fakultätsgebäude für Philosophie (1955–1959) und Chemie (1959–1964) der Universität Sarajevo, das Hotel Metalurg in Zenica, sowie das Parlamentsgebäude in Sarajevo (1955–1979). Er war auch wesentlich an der Rekonstruktion der Altstadt von Sarajevo (Baščaršija) beteiligt.